# Trovanje hranom
Trovanje hranom (također i bolest izazvana hranom) svaka je bolest koja je posljedica kvarenja kontaminirane hrane, patogenih bakterija, virusa ili parazita koji kontaminiraju hranu, kao i toksina poput otrovnih gljiva. Svježi grah potrebno je kuhati najmanje 10 minuta da bi se uništila toksična tvar fitohemaglutinin.
Simptomi se razlikuju ovisno o uzroku. Može se napraviti nekoliko širokih generalizacija, npr. razdoblje inkubacije varira od nekoliko sati do nekoliko dana, ovisno o uzroku i konzumiranoj količini. Razdoblje inkubacije utječe na to da otrovana osoba ne može lako povezati simptome s konzumiranom namirnicom, pa bolesnici simptome često pripisuju npr. gastroenteritisu.
Simptomi često uključuju: povraćanje, vrućicu i bolove, a mogu uključivati i proljev. Napadi povraćanja mogu se ponavljati s duljim prekidima, jer čak i ako se zaražena hrana eliminira iz želuca u prvom napadu, mikrobi, poput bakterija (ako ih ima) mogu proći kroz želudac u crijeva i početi se razmnožavati. Neke vrste mikroba ostaju u crijevima, neke proizvode toksin koji se apsorbira u krvotok, a neke mogu izravno prodrijeti u dublja tkiva tijela.

## Uzroci
Bolesti koje se prenose hranom obično nastaju zbog nepravilnog rukovanja, pripreme ili skladištenja hrane. Dobre higijenske prakse prije, tijekom i nakon pripreme hrane mogu smanjiti šanse od bolesti. Postoji konsenzus u javno-zdravstvenoj zajednici da je redovito pranje ruku jedna od najučinkovitijih obrana protiv širenja bolesti koje se prenose hranom. Nadziranje hrane kako bi se osiguralo da ne uzrokuje trovanje hranom poznata je kao sigurnost hrane. Trovanje hranom također može biti uzrokovano velikim brojem toksina koji utječu na okoliš.
Nadalje, bolest izazvana hranom može biti uzrokovana pesticidima ili lijekovima u hrani te prirodnim toksinima kao što su otrovne gljive ili tetrodotoksin iz riba porodice napuhača ili lat. Tetraodontidae.